# همای چهرزاد
هُمای (به اوستایی: ت.ت. 'humāiiā'؛ به پارسی میانه: ت.ت. 'هوماگ') شناخته‌شده به هُمای چِهْرْزاد، دختر ملک حارث شاه مصر به روایت بهمن نامه و مجمل التواریخ و دختر کی‌بهمن به روایت شاهنامه و مادر داراب، شانزدهمین پادشاه ایران و هفتمین پادشاه کیانی است که بر پایهٔ شاهنامهٔ فردوسی و بهمن‌نامه وی سی و دو سال پادشاهی کرد ولی برپایهٔ بندهشن و دیگر منابع ایرانی-اسلامی وی سی سال پادشاهی کرد.
همای در عهد پادشاهی‌اش هرگز کار ناپسندی نکرده و مردمان او همواره در آسایش و تندرستی زندگی می‌کرده‌اند؛ دوران زندگانی همای نقطه تلاقی میان مستندات تاریخی با شاهنامهٔ فردوسی است.
برخی از پژوهشگران پادشاهی همای چهرزاد را با دورهٔ هخامنشی پیوند می‌دهند و وی را با آتوسا (دختر اردشیر دوم) یکسان می‌دانند؛ همچنین همای چهرزاد بنایی به‌نام «هزار ستون» را در نزدیکی شهر اصطخر بنا کرد که شباهت بسیار زیادی به بنا کردن پارسه به‌دست داریوش یکم دارد.
| به بیماری اندر بمرد اردشیر |  | همی بود بیکار تاج و سریر |
| همای آمد و تاج بر سر نهاد  |  | یکی راه و آیین دیگر نهاد |

— فردوسی

## نام‌شناسی
موضوع نام و معنای همای مورد بحث و جدل پژوهشگران است. بنونیست آن را خوش‌بخت، اشمیت مفهوم آن را دارای اندیشهٔ نیک، و مایرهوفر به معنی دارای هنرهای نیک، معنا کرده است. لقب همای، یعنی چهرزاد، که کوتاه شدهٔ چهرآزاد به معنای «از تباری نجیب» است، که در بسیاری از منابع آورده شده است. شکل شهرآزاد (Shehraazaad) در کتاب طبری و فارس‌نامهٔ ابن بلخی، گونهٔ پارتی این واژه را نشان می‌دهد. به نوشتهٔ مسعودی و یعقوبی، شهرآزاد لقب مادر هما بود، حال آن که حمزهٔ اصفهانی به هما لقب اضافی شمیران (shemiran) را نیز می‌دهد.

## درشاهنامهوادبیات پهلوی

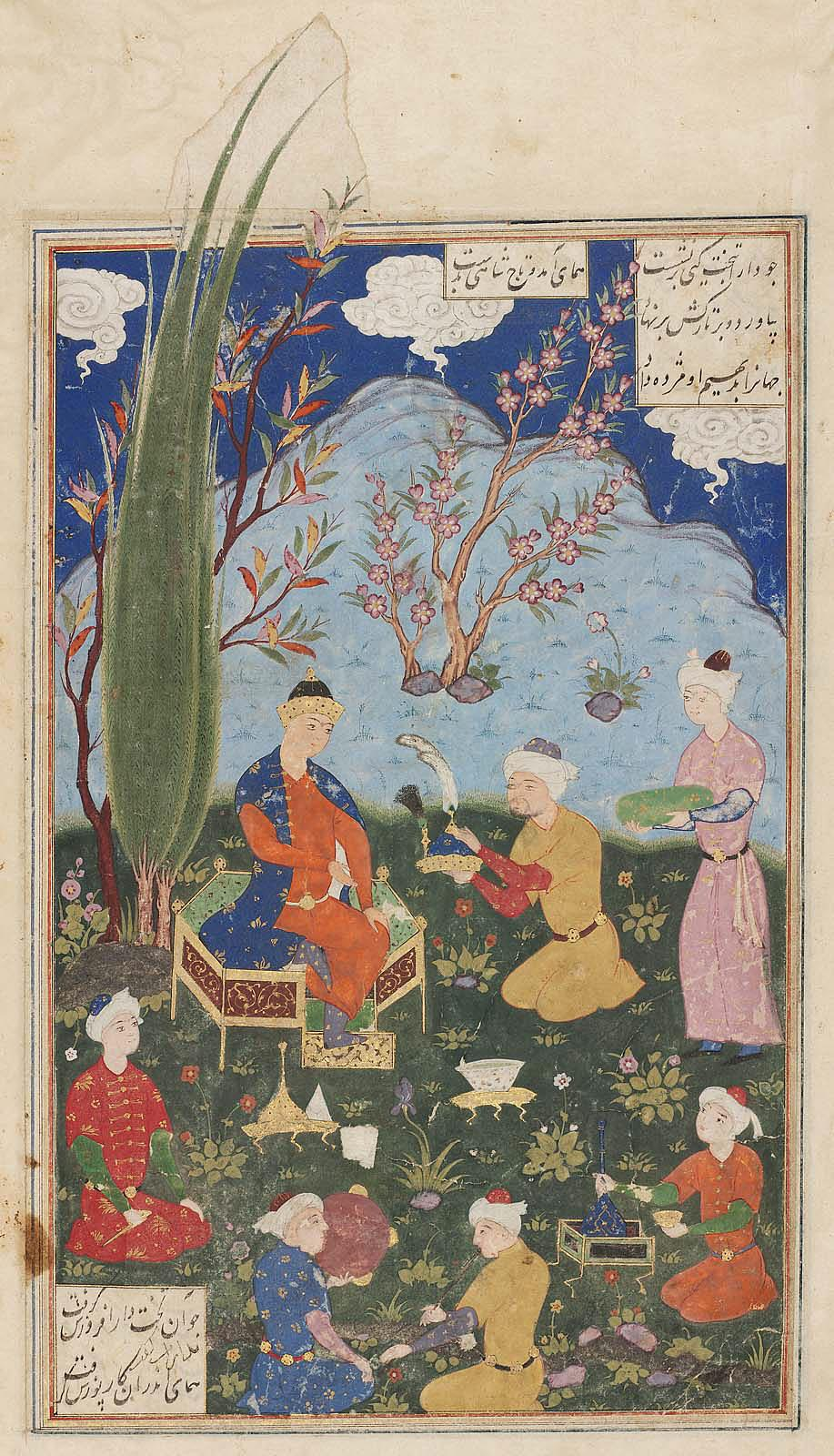
داراب هنگام دریافت تاج از مادرش همای چهرزاد نگاره‌ای از شاهنامهٔ تهماسبی متعلق به سدهٔ ۱۶ م. (دورهٔ صفوی) جای نگهداری: موزه هنرهای زیبای بوستون

فردوسی همای را با عناوین هنرمند، با دانش، و نیک رای، وصف می‌کند و دربارهٔ او این داستان را ارائه می‌دهد: همای محبوب پدر خود بود و مطابق با سنت و عقاید خویدوده، بهمن با او ازدواج کرد و او را وارث تاج و تخت پس از خود برگزید. بهمن همچنین صاحب پسری بنام داراب از همای شد، پس از مرگ بهمن، همای نوزاد خود را جهت حفظ سلطنت خویش به انواع لعل و گوهر بیاراست و در گهواره‌ای نهاد و آن را به رود فرات افکند. سپس اعلام کرد که مولود مرده به دنیا آمده است.
همای همراه طفل عده‌ای را مأمور کرد تا صندوق را از کنار ساحل تعقیب نمایند تا از سرنوشت کودک آگاهی حاصل شود، عاقبت صندوق توسط گازُر نامی رخت‌شوی یا آسیابان نجات می‌یابد در آن هنگام مأموران سر رسیده کودک غرق در جواهرات را در دست او می‌بینند و اعلام می‌کنند مخارج و هزینه طفل تا آخر عمر همراهش هست می‌تواند او را نگهداشته بزرگ نماید امّا احدی نباید از این راز با خبر گردد. گازر او را به خانه آورد به همسرش داد آنگاه نام او را داراب نام نهادند.
پادشاهی همای در بندهشن و منابع اسلامی ۳۰ سال و در شاهنامه و بهمن‌نامه ۳۲ سال ذکر شده است. تنها یک منبع پهلوی حاوی گزارشی دربارهٔ همای است: در طول پادشاهی بهمن تنگ‌سالی پدید آمده بود، ایرانیان در میان خود دچار کشمکش و نزاع شده بودند، و از دودمان شاهی کسی نمانده بود که فرمان‌روایی کند؛ ایرانیان همای، دختر بهمن (وهومن) را به تخت سلطنت نشاندند و او سی سال سلطنت کرد. منابع اسلامی به‌طور کلی با این گزارش هم داستانند اما در برخی جزئیات تفاوت‌هایی هست. برای نمونه، نام همای در منابع موجود به صورت Xomaani (خمانی)، Xomaay (خمای)، Homaaya (حمایه) آشکار می‌شود، که همگی ترانوشت‌های گوناگون واژهٔ پارسی میانهٔ Humaay، که از واژهٔ ایرانی باستان Humaaya* (اوستایی Humaaiiaa، نام دختر ویشتاسپ در یشت ۱۳/۳۹؛ ایلامی u-ma-ya) گرفته شده، هستند.

## تبار دربهمن‌نامه
در حماسهٔ داستانی بهمن‌نامه برای همای یک‌سرهٔ متفاوتی ارائه شده است. در این داستان گفته می‌شود که بهمن به سبب دسیسه‌های همسر نخستین‌اش از ایران بیرون رانده شد، و به‌طور ناشناس در مصر زندگی کرد و در آن جا به همای، دختر جنگ‌جوی شاه مصر، برخورد. بهمن پس از چند نبرد تن به تن با او، دل‌باخته‌اش شد و با وی ازدواج کرد و با یاری همای پادشاهی خود را بازیافت. سپس، هنگامی که بهمن احساس کرد زمان مرگ‌اش فرارسیده است، همای را به جانشینی خود منصوب کرد و او نیز به نیکی سلطنت کرد.
بسیاری از روی‌داده‌های نسبت داده شده به دوران سلطنت همای، نشان دهندهٔ ترکیب تاریخ روایی کیانیان با تاریخ دودمان هخامنشی هستند. برای نمونه، گفته می‌شود که همای با یونانیان (رومیان) به نبرد پرداخت و یونانیانی را که اسیر گرفته بود برای ساختن چندین بنای یادواره‌ای مانند کاخ‌های صد ستون تخت جمشید در استخر فارس به کار گرفت. داستان‌هایی نیز دربارهٔ دو داراب گفته شده که مبتنی بر آمیزه‌ای از اسطوره‌های ایرانی باستان با افسانه‌های یونانی و یهودی هستند. به روایت شاهنامه همای، برادری به نام ساسان داشت که جانشین سلطنت بهمن شناخته می‌شد. ممکن است منظور از ساسان همان پدر اردشیر بابکان باشد خواسته‌اند نشان دهند ساسانیان با کیانیان پیوند داشته است در نتیجه، مشروعیت ساسانیان به عنوان جانشینان آن شاهان باستان، استوار و تثبیت گردد.
به هر حال آنچه مشهود است، همای یا همای چهرآزاد همسر بهمن بوده که سی سال پادشاهی بر ایران نمود، و پسرش داراب را وقتی یافت و شناخت بر سریر سلطنت گماشت و خود کناره گرفت. همای را چهرآزاد نیز گفته‌اند. از بناهای او شهر چهرازادگان است که آن را معرب کردند و جرفادقان می‌گویند و بعضی گلپایگان می‌خوانند.